# Toloy

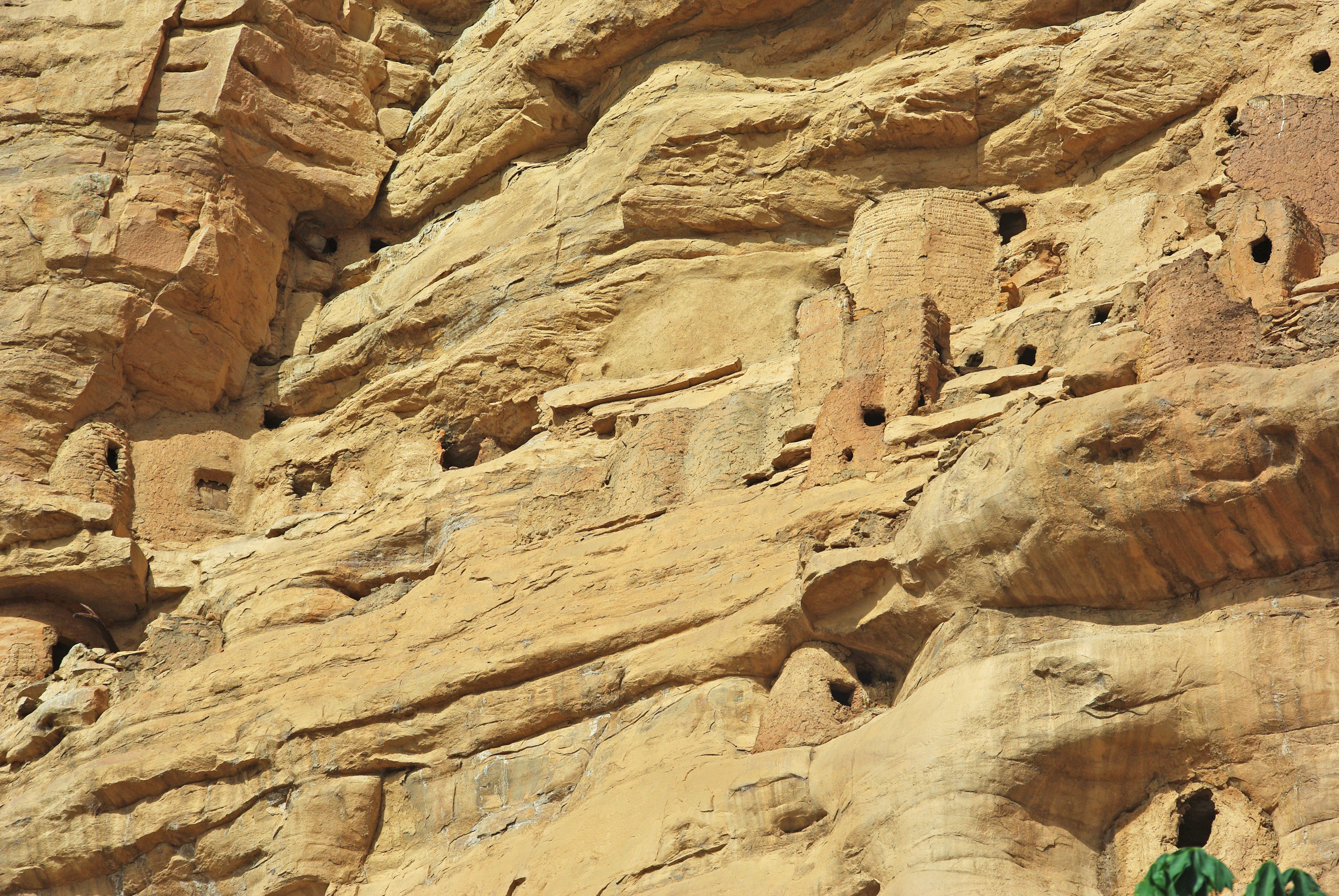
Habitations Toloy (aujourd'hui abandonnées) dans la falaise de Bandiagara au Mali

Toloy est le nom donné aux premiers occupants recensés de la falaise de Bandiagara, au Mali, région aujourd'hui connu pour être le pays dogon.
Leur nom provient du canal rocheux situé près de Sangha où ont été retrouvés les restes de cette population : greniers, squelettes, restes de poteries et restes végétaux.
Les datations au carbone 14 ont permis de dater ces vestiges des IIIe et IIe siècles av. J.-C.,,
L'architecture de leurs greniers est assez particulière pour la zone : ils sont formés de boudins de terre glaise superposés. Cela contraste avec les briques de terre crue utilisées par l'ethnie tellem (occupant la falaise de Bandiagara du XIe au XVIe siècle) ou des pierres sèches recouvertes de banco des dogons (depuis le XVe siècle).